# Sandeep Kumari
Sandeep Kumari (* 10. Dezember 1992) ist eine gesperrte indische Diskuswerferin.

## Sportliche Laufbahn
Erste internationale Erfahrungen sammelte Sandeep Kumari bei den Asienspielen 2018 in der indonesischen Hauptstadt in Jakarta, bei denen sie mit 54,61 m den fünften Platz belegte. 

## Doping
Das indische National Dope Testing Laboratory (NDTL) hatte keine verbotene Substanz in ihrer Probe von den National Inter-State Championships im Juni 2018 in Guwahati festgestellt. Eine später von der Welt-Anti-Doping-Agentur (WADA) in ihrem kanadischen Labor in Montreal durchgeführte Untersuchung ergab im November 2018 jedoch einen positiven Befund auf das anabole Steroid Metenolon. Die Ergebnisse von Kumari zwischen dem 26. Juni 2018 und dem 21. November 2018 wurden annulliert und sie für vier Jahre bis zum 25. Juni 2022 gesperrt.